# Jazłowieccy herbu Abdank

Herb Abdank

Jazłowieccy – magnacki ród herbu Abdank, nazwisko którego pochodzi od dawnego miasta Jazłowiec. Była to gałąź rodu Buczackich herbu Abdank.

## Znani przedstawiciele rodu

### Pokolenie 0
- Teodoryk Buczacki Jazłowiecki – kasztelan halicki, kasztelan kamieniecki i starosta podolski, protoplasta rodu Jazłowieckich.

### Pokolenie 1
- Bartosz Jazłowiecki (Bartosz z Buczacza Jazłowiecki, zm. 1457) – starosta podolski (kamieniecki)
- Michał Jazłowiecki (zm. 1511) (Michał z Jazłowca i Martynowa[1]) – starosta kamieniecki i czerwonogrodzki, stolnik i podkomorzy halicki
- Jan Jazłowiecki (Monasterski) - dziedzic m.in. Monasterzysk

### Pokolenie 2
- Mikołaj Jazłowiecki (Monasterski) – kasztelan kamieniecki
- Teodoryk

### Pokolenie 3
- Jerzy Jazłowiecki – wojewoda podolski, wojewoda ruski, hetman polny koronny, hetman wielki koronny
- Druzjanna – żona Jakuba Potockiego, podkomorzego halickiego

### Pokolenie 4
- Hieronim Jazłowiecki – wojewoda podolski
- Michał Jazłowiecki — starosta chmielnicki
- Mikołaj Jazłowiecki – starosta czerwonogrodzki
- Jadwiga Bełżecka – żona Andrzeja Bełżeckiego h. Jastrzębiec[2][3]

11 maja 1469 przeprowadzony był jeden z działow. W 1578 przedstawiciele rodu posiadali m.in. Barysz, miasteczko Tłuste w powiecie trembowelskim, Kosów w powiecie kołomyjskim.

## Podanie
Według podania, jeden z Jazłowieckich «podążył daleko z królem Warnieńczykiem…».